# Béryl rouge
«  Bixbite » redirige ici. Ne pas confondre avec Bixbyite.
Le béryl rouge est une variété de béryl rouge groseille riche en manganèse. Si le terme « bixbite » est encore usité en français il doit être remplacé par celui de « béryl rouge », du fait de la confusion entre cette variété et l’espèce bixbyite qui elle est agréée par l’IMA. Cette recommandation émane à la fois de l’IMA et de la Confédération Internationale de la Bijouterie, Joaillerie et Orfèvrerie (World Jewelry Confederation).

## Historique de la description et appellations

### Inventeur et étymologie
La description a été faite par le minéralogiste allemand Alfred Eppler, en 1912, sous le nom de « bixbite », en l'honneur du découvreur Maynard Bixby (1853-1935), minéralogiste et marchand de minéraux américain, qui en 1897 a découvert ce minéral sous forme de petits cristaux opaques d'un rouge intense dans la « grotte aux topazes » (Maynard Topaz Mine).

### Topotype
Le béryl rouge a été découvert en 1904 à Maynard's Claim (Pismire Knolls), Thomas Range, Comté de Juab, Utah, États-Unis, dans un gisement riche en manganèse.

## Caractéristiques physico-chimiques
C'est le manganèse, dont la présence en petite quantité est liée à une substitution isomorphique partielle de Al par Mn2+, qui est responsable de la coloration allochromatique rouge de ce béryl. La meilleure couleur est d'un rouge profond (Stop Light) avec un soupçon de bleu. Les couleurs comprennent orange, rose, violet et rouge foncé, avec de nombreuses nuances.
Le béryl rouge est soluble dans l'acide fluorhydrique.

## Gîtes et gisements

### Gîtologie et minéraux associés
Les béryls gemmes se trouvent surtout dans les pegmatites et les roches métamorphiques. Ils se forment sous basse pression et haute température dans les cavités des rhyolites.
Minéraux associés : dans la rhyolite avec bixbyite, hématite, grenats, pseudobrookite, quartz, sanidine, spessartine, topaze.

### Gisements producteurs de spécimens remarquables
Cette variété de béryl reste peu fréquente. On en connaît trois occurrences aux États-Unis :
- Thomas Range, Comté de Juab, Utah (topotype) ;
- Wah Wah Mountains, Comté de Beaver, Utah. La plus grande concentration de pierre de qualité gemme pour le béryl rouge se trouve au Violet Claim dans les Montagnes Wah Wah, centre-ouest de l’Utah, découvert en 1958 par Lamar Hodges, de Fillmore, alors qu'il cherchait de l’uranium ;
- Round Mountain, Comté de Sierra, Nouveau Mexique.

## Galerie

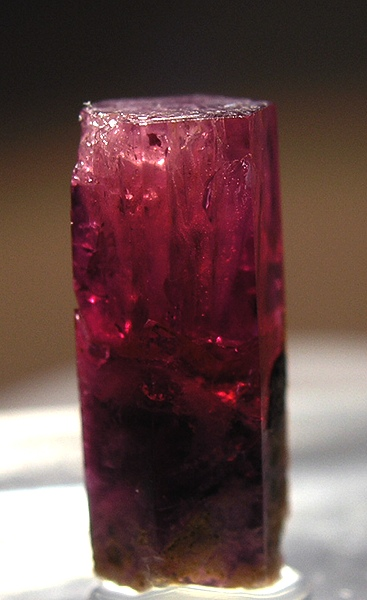
Beryl rouge - Wah Wah Mts, Beaver County, Utah, États-Unis, 1,4×0,5×0,4
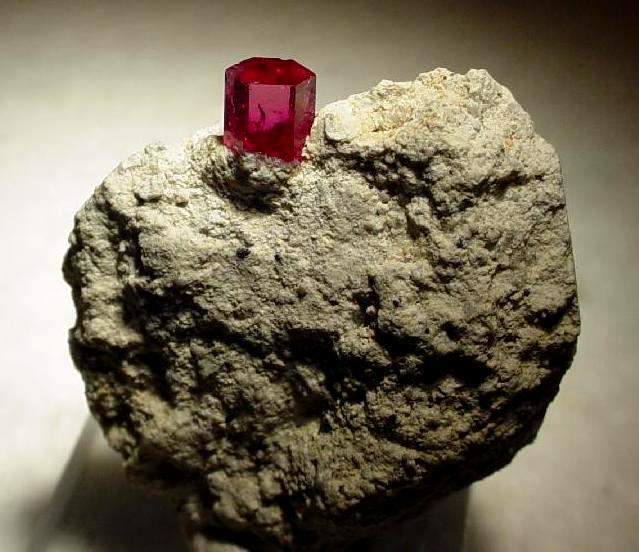
Beryl rouge - Violet claims, Wah Wah Mts, Beaver County, Utah, États-Unis, 3,2×3×1,6 cm